# Atletism la Jocurile Olimpice de vară din 2024 - Aruncarea greutății (feminin)
Proba de atletism aruncarea greutății feminin de la Jocurile Olimpice de vară din 2024 a avut loc în perioada 8 - 9 august 2024 pe Stade de France.

## Recorduri
Înaintea acestei competiții, recordurile mondiale și olimpice erau următoarele:
| Record           | Atlet                    | Timp    | Loc                        | Data          |
| ---------------- | ------------------------ | ------- | -------------------------- | ------------- |
| Recordul mondial | Natalia Lisovskaia (URS) | 22,63 m | Moscova, Uniunea Sovietică | 7 iunie 1987  |
| Recordul olimpic | Ilona Slupianek (RDG)    | 22,41 m | Moscova, Uniunea Sovietică | 24 iulie 1980 |

## Program
Orele sunt ora Franței (UTC+1) 
| Data                  | Oră   | Etapă      |
| --------------------- | ----- | ---------- |
| Joi, 8 august 2024    | 10:25 | Calificări |
| Vineri, 9 august 2024 | 19:40 | Finala     |

## Rezultate

### Calificări
S-au calificat în finală cele care au reușit o aruncare de cel puțin 19,15 m (C) sau atletele cu cele mai bune 12 rezultate (c).
| Loc | Grupă | Atletă                   | Țară                       | 1     | 2     | 3     | Rezultat | Note |
| --- | ----- | ------------------------ | -------------------------- | ----- | ----- | ----- | -------- | ---- |
| 1   | A     | Sarah Mitton             | Canada                     | 19,77 |       |       | 19,77    | C    |
| 2   | A     | Maddison-Lee Wesche      | Noua Zeelandă              | 18,59 | 19,25 |       | 19,25    | C    |
| 3   | B     | Yemisi Ogunleye          | Germania                   | 18,01 | 17,72 | 19,24 | 19,24    | C    |
| 4   | B     | Jessica Schilder         | Olanda                     | x     | 18,86 | 18,92 | 18,92    | c    |
| 5   | B     | Gong Lijiao              | China                      | 18,06 | 18,78 | x     | 18,78    | c    |
| 6   | A     | Song Jiayuan             | China                      | 17,65 | 18,22 | 18,73 | 18,73    | c    |
| 7   | B     | Raven Saunders           | Statele Unite ale Americii | x     | 17,93 | 18,62 | 18,62    | c    |
| 8   | A     | Jaida Ross               | Statele Unite ale Americii | 18,58 | 18,21 | x     | 18,58    | c    |
| 9   | A     | Jessica Inchude          | Portugalia                 | x     | 18,36 | x     | 18,36    | c    |
| 10  | B     | Fanny Roos               | Suedia                     | 17,66 | 18,17 | 17,69 | 18,17    | c    |
| 11  | A     | Alina Kenzel             | Germania                   | 18,16 | 18,09 | x     | 18,16    | c    |
| 12  | A     | Axelina Johansson        | Suedia                     | x     | 18,16 | 17,73 | 18,16    | c    |
| 13  | B     | Danniel Thomas-Dodd      | Jamaica                    | x     | 18,12 | 16,87 | 18,12    |      |
| 14  | A     | Lloydricia Cameron       | Jamaica                    | 18,01 | 17,71 | 18,02 | 18,02    | SB   |
| 15  | B     | Eliana Bandeira          | Portugalia                 | 16,86 | 17,97 | 17,76 | 17,97    |      |
| 16  | B     | Katharina Maisch         | Germania                   | 17,45 | 17,86 | x     | 17,86    |      |
| 17  | A     | Chase Jackson            | Statele Unite ale Americii | x     | x     | 17,60 | 17,60    |      |
| 18  | A     | Ivana Xennia Gallardo    | Chile                      | 17,47 | 16,64 | 16,13 | 17,47    |      |
| 19  | B     | Klaudia Kardasz          | Polonia                    | x     | 17,08 | 17,45 | 17,45    |      |
| 20  | A     | Erna Sóley Gunnarsdóttir | Islanda                    | 17,34 | 17,39 | 17,29 | 17,39    |      |
| 21  | A     | Sun Yue                  | China                      | x     | 17,33 | x     | 17,33    |      |
| 22  | B     | Portious Warren          | Trinidad și Tobago         | 17,02 | 16,28 | 17,22 | 17,22    |      |
| 23  | B     | Ana Caroline Silva       | Brazilia                   | 17,09 | x     | 16,67 | 17,09    |      |
| 24  | A     | Emel Dereli              | Turcia                     | 17,02 | x     | 16,71 | 17,02    |      |
| 25  | B     | María Belén Toimil       | Spania                     | x     | 16,83 | x     | 16,83    |      |
| 26  | B     | Alida van Daalen         | Olanda                     | 16,25 | x     | 16,53 | 16,53    |      |
| 27  | B     | Dimitriana Bezede        | Republica Moldova          | 16,30 | 15,89 | 16,35 | 16,35    |      |
| 28  | A     | Jorinde van Klinken      | Olanda                     | 16,35 | x     | x     | 16,35    |      |
| 29  | A     | Lívia Avancini           | Brazilia                   | 16,26 | x     | 15,85 | 16,26    |      |
| 30  | B     | Natalia Ducó             | Chile                      | x     | 16,11 | x     | 16,11    |      |
| 31  | A     | Miné de Klerk            | Africa de Sud              | 15,63 | x     | x     | 15,63    |      |

### Finala
| Loc | Atletă            | Țară                       | 1     | 2     | 3     | 4            | 5            | 6            | Rezultat | Note |
| --- | ----------------- | -------------------------- | ----- | ----- | ----- | ------------ | ------------ | ------------ | -------- | ---- |
| 1   | Yemisi Ogunleye   | Germania                   | x     | 19,55 | x     | 18,75        | 19,73        | 20,00        | 20,00    |      |
| 2   | Maddi Wesche      | Noua Zeelandă              | x     | 19,58 | 18,54 | 19,10        | 19,86        | 19,68        | 19,86    | PB   |
| 3   | Song Jiayuan      | China                      | 16,43 | 18,88 | 18,78 | 19,32        | x            | 19,21        | 19,32    |      |
| 4   | Jaida Ross        | Statele Unite ale Americii | 19,28 | x     | x     | x            | 18,79        | 18,75        | 19,28    |      |
| 5   | Gong Lijiao       | China                      | 19,09 | 19,06 | x     | x            | 19,27        | 19,00        | 19,27    |      |
| 6   | Jessica Schilder  | Olanda                     | x     | x     | 18,91 | x            | x            | x            | 18,91    |      |
| 7   | Fanny Roos        | Suedia                     | 18,47 | 18,78 | x     | 18,48        | x            | 18,13        | 18,78    |      |
| 8   | Jessica Inchude   | Portugalia                 | 18,16 | 18,41 | x     | 18,32        | x            | x            | 18,41    |      |
| 9   | Alina Kenzel      | Germania                   | 18,19 | x     | 18,29 | nu a avansat | nu a avansat | nu a avansat | 18,29    |      |
| 10  | Axelina Johansson | Suedia                     | 18,03 | x     | x     | nu a avansat | nu a avansat | nu a avansat | 18,03    |      |
| 11  | Raven Saunders    | Statele Unite ale Americii | x     | 16,92 | 17,79 | nu a avansat | nu a avansat | nu a avansat | 17,79    |      |
| 12  | Sarah Mitton      | Canada                     | 17,15 | 17,48 | x     | nu a avansat | nu a avansat | nu a avansat | 17,48    |      |